# Лео Штраус
Лео Штраус (англ. Leo Strauss) (20 вересня 1899 — 18 жовтня 1973) — німецько-американський політичний філософ та антикознавець. 

## Життєпис
Народився в Кірхгайн, Німеччина, у єврейській сім'ї та пізніше емігрував до США. Більшу частину життя був професором Чиказького університету, у якому навчав декілька поколінь студентів та видав 15 книг.

## Освіта
Штраус відвідував народну школу в Кіхрхгайні, а тоді протестантську приватну школу. Згодом Лео Штраус був зарахований до гімназії Philippinum (афілійованої з Марбургом) в сусідньому Марбурзі (яку також закінчували Йоганн Алтусіус і Карл Дж Фрідріх) в 1912 р, закінчив в 1917 році. Штраус служив у німецькій армії під час Першої світової війни. Згодом вступив до університету в Гамбурзі, де він отримав докторський ступінь в 1921 році.  Він також відвідував курси в університетах Фрайбурга і Марбурга, в тому числі курси вчених Едмунда Гуссерля і Мартіна Хайдеггера. Штраус приєднався до єврейського братства і працював для німецького сіоністського руху. Після цього він вступив до спілки німецьких єврейських інтелектуалів до якої входили також Норберт Еліас, Лео Левенталь, Ханна Арендт і Вальтера Беньяміна. Вальтер Беньямін був і залишався шанувальником Штрауса і його робіт протягом усього свого життя. 
Найближчий друг Штрауса був Джакоб Клей, але він також і займався науковою діяльністю з Карлом Лёвітом, Джуліус Гатман, Ханс-Георг Гадамер, Франц Рознзуей (якому Штраус присвятив свою першу книгу), Гершем Шолем, Олександр Альтман і арабіст Пол Краус, за якого сестра Штрауса Беттіна вийшла заміж (Штраус і його дружина пізніше прийняла їхню дитину, коли обоє батьків померли на Близькому Сході). З деякими з цих друзів, Штраус продовжував енергійні епістолярні обміни пізніше в житті, багато з яких опубліковані в різних зібраннях, деякі в перекладі з німецької. Штраус також брав участь в бесіді з Карлом Шміттом. Однак, після того, як Штраус покинув Німеччину, він перервав розмову, коли Шмітт не зміг відповісти на його лист.
У 1931 році Штраус отримав докторський ступінь разом з богословом Пауль Тілліх. Отримавши стипендію Рокфеллера в 1932 році, Штраус покинув свою посаду в Академії єврейських досліджень в Берліні. Він повернувся до Німеччини тільки один раз, протягом двадцяти років. У Парижі він одружився з Марією (Маріам), вдовою з маленькою дитиною, з якою він познайомився ще раніше в Німеччині. Він прийняв сина своєї дружини, Томаса, а пізніше дитину своєї сестри; У нього з Міріам не було власних біологічних дітей.
Через підйом нацистів до влади, він вирішив не повертатися на батьківщину. Штраус знайшов притулок, після деяких перипетій, в Англії, де в 1935 році він отримав тимчасову роботу в Кембриджському університеті. Допоміг йому в пошуках роботи його зять, Девід Дауб.

## Американські роки
Штраусу не вдалося знайти постійну роботу в Англії, він переїхав в 1937 році до Сполучених Штати, під патронажем Харольд Ласки, який зробив введення і допоміг йому роботу лектора. Після короткого перебування як наукового співробітника у відділі історії в Колумбійському університеті, Штраус забезпечив положення в новій школі, де він працював на факультет політології з 1938—1948. У 1939 році він був недовгий час запрошеним професором у коледжі Гамільтона. Він став громадянином США в 1944 році, а в 1949 році він став професором політології в Університеті Чикаго.
У 1954 році він зустрів  Гадамера Левіта в Гейдельберзі і виступив з публічною промовою. Він отримав виклик від тимчасових лекторів в Гамбурзі в 1965 році (він відмовився за станом здоров'я), а також отримав і прийняв почесний докторський ступінь Гамбурзького університету і Bundesverdienstkreuz (німецький орден Пошани) від представників Німеччини в Чикаго. У 1969 році Штраус переїхав в коледж Клермонт Маккена (колишній CLAREMONT чоловічий коледж), який знаходиться в  Каліфорнії і перебував там протягом року, а потім в коледжі Сент-Джонс.

## Філософія
Для Штрауса, політика і філософія були обов'язково пов'язані між собою. Він розглядав суд і смерть Сократа в той момент, коли політична філософія прийшла в існування. Штраус вважається одним з найважливіших моментів в історії аргументування філософії Сократа, що філософи не могли вивчати природу, не рахуючи свою людську природу, яка, за словами Аристотеля, є  «політичною твариною».
Штраус відрізняє «вчений» з «великих мислителів», ідентифікуючи себе як науковця. Він писав, що більшість самопроголошений філософів насправді вчених, обережні і методичні. Великі мислителі, навпаки, сміливо і творчо вирішувати великі проблеми. Вчені впоратися з цими проблемами, лише побічно, розмірковуючи про відмінності.
Вивчення природного права і історії Штраус починає з критики теорії пізнання Макса Вебера, коротко зачіпає релятивізм Мартіна Хайдеггера (який йде неназваних), і тривало обговорює еволюції природних прав за допомогою аналізу думки Томас Хобес і Джона Локк. Він приходить до висновку, критикуючи Жан-Жак Руссо і Едмунд Берк. В основі книги витяги з Платона, Аристотеля і Цицерона. Велика частина його філософії є реакцією на роботах Хайдеггера. Дійсно, Штраус писав, що мислення Хайдеггера слід розуміти і протистояв до того, повна формулювання сучасної політичної теорії, можливо, і це передбачає, що політична думка повинна займатися питаннями онтології і історії метафізики.
Штраус писав, що Фрідріх Ніцше був першим філософом, який мав  ідею заземленою в загальному прийнятті гегелівської філософії історії. Хайдеггер, на думку Штрауса, продезінфікувати і політизований Ніцше, а Ніцше вважав, «наші власні принципи, в тому числі віри в прогрес, будуть непереконливими і чужим, як і всі раніше принципи (есенція) показала себе» і "єдиним шлях з, здається … що один добровільно вибрати Живоначальної оману замість смертельної істини, що один сфабрикувати міф ". Хайдеггер вважав, що трагічний нігілізм Ніцше був «міф» керується дефектної західною концепцією буття Хайдеггер простежено до Платону. В опублікованому листуванні з Олександром Кожева, Штраус писав, що Гегель мав рацію, коли припустив, що кінець історії означає кінець філософії в розумінні класичної політичної філософії. 

## Політика
За словами Штрауса, сучасна соціальна наука недосконала, оскільки вона передбачає відмінність фактів значень, понять, які Штраус вважає сумнівним. Він простежив своє коріння в філософії Просвітництва Макс Вебер, мислителя, якого Штраус описав як «серйозний і шляхетний розум.» Вебер хотів окремих значень від науки, але, на думку Штрауса, дійсно був похідним мислителем, глибоко під впливом релятивізму Ніцше. Штраус розглядав політику як щось, що не може бути вивчений здалеку. Політолог розглядає політику зі значенням вільного наукового погляду. Позитивізм, спадкоємці якого Огюст Конт і Макс Вебер в прагнення зробити нібито цінність вільних суджень, які не обґрунтували своє власне існування, яке вимагало б оціночного судження.
У той час як сучасний лібералізм підкреслював прагнення до індивідуальної свободи як своєї вищої мети, Штраус вважав, що має бути великим інтерес до проблеми людської досконалості і політичної чесноти. Завдяки його творам, Штраус постійно піднімається питання про те, яким чином і в якій мірі, свобода і досконалість може співіснувати. Штраус відмовився робити з будь-якими спрощених або односторонніми рішеннями сократівско питання: Що є гарне для міста і людини?

##### Зіткнення з Шміттом і Кожевим
Два важливих політико-філософські діалоги, які Штраус здійснив з живими мислителі були, з Карлом Шміттом і Олександром Кожевом. Шмітта, який пізніше став, за короткий проміжок  часу, головний юристом нацистської Німеччини, був одним з перших важливих німецьких вчених, який оглядав ранні робіти Штрауса і оцінював їх позитивно. Позитивна оцінка Шмітта роботи Штрауса зіграла важливу роль в перемозі Штрауса в вченості фінансування, яке дозволило йому залишити Німеччину.
Критичний аналіз і пояснення поняття політики Штрауса привели Шмітта зробити значні виправлення в своєму другому виданні. Запис Шмітта в 1932 році Штраус підсумовав політичне богослов'я Шмітта, що "тому що людина за своєю природою зла, тому він потребує домініон. Але влада може бути встановлена, тобто, люди можуть бути об'єднані тільки в єдності проти-проти інших людей. Кожен асоціації чоловіка обов'язково відділені від інших людей, таким чином, не є конститутивним принцип держави, порядку, але стан держави ". 
Штраус, однак, є прямо протилежна позиція Шмітта. Для Штрауса, Шмітт і його повернення до Томас Хобес послужливо пояснив природу нашого політичного існування і нашого сучасного самосвідомості. Позиція Шмітта тому симптоматичне сучасного ліберального самосвідомості. Штраус вважав, що такий аналіз, як і за часів Гоббса, служив як корисне «підготовча дія», відкриваючи нашу сучасну орієнтацію на вічних проблеми політики (соціальне існування). Однак, Штраус вважав, що матеріалізація Шмітта нашого сучасного саморозуміння проблеми політики в політичній теології не є адекватним рішенням. Штраус  виступає за повернення до більш широкого класичного розуміння людської природи і попереднього повернення до політичної філософії, в традиції древніх філософів. 
З Кожевим, Штраус мав тісну і довічну філософську дружбу. Вони вперше зустрілися коли були ще студентами, в Берліні. Обидва мислителі поділяють безмежну філософську повагу один до одного. Кожев пізніше напише, що без дружби Штрауса, «Я ніколи не знав би … що таке філософія». Політико-філософський спір між Кожевим і Штрауса зосереджені на тій ролі, яку філософія може і повинна бути надана можливість грати в політику.
Кожев, старший цивільний службовець французького уряду, зіграв важливу роль в створенні Європейського економічного співтовариства. Він стверджував, що філософи повинні відігравати активну роль у формуванні політичних подій. Штраус, навпаки, вважав, що філософи повинні відігравати певну роль в політиці тільки в тій мірі, в якій вони можуть забезпечити ту філософію, яку він бачив, як найвищу активність людства, можуть бути вільні від політичного втручання. 

##### Лібералінзм і нігілізм
Перший був «жорстокий» нігілізм, виражений в нацистських і марксистських режимах. Про тиранію, він писав, що ці ідеології, як нащадки Просвітництва, намагалися зруйнувати всі традиції, історію, етику та моральні стандарти і замінити їх силою, під яким природа і людство поневолені і завойовані. Другий тип «ніжний» нігілізм виражається в західних ліберальних демократіях були своїм родом безцільність вільних від цінностей і гедоністичні «дозвільні зрівнялівки», яку він бачив. Яка пронизує підвалини сучасного американського суспільства.
У переконанні, що релятивізм двадцятого століття, наука, історія, і нігілізм все було замішане в погіршенні сучасного суспільства та філософії, Штраус прагнув розкрити філософські шляху, які привели до цієї ситуації. Отримане в результаті дослідження привело його до рішення відстоювати попереднє повернення до класичної політичної філософії як відправної точки для судження політичної дії. 

##### Штраус і Карл Поппер
Штраус активно відкинув погляди Карла Поппера трактуючи їх як нелогічні. Він написав листа Еріку Воегеліну, у якому попросив щоб вчений з ним розглянув це питання. У відповідь Воегелін написав, що вивчення уявлень Поппера була марна трата дорогоцінного часу, і «роздратування». Зокрема про "Відкрите суспільство і його вороги і розуміння Поппера Платона республіки, після того, як навів кілька прикладів, Воегелін писав: Поппер філософські так некультурно, тому це повністю примітивний ідеологічний скандаліст, він не в змозі навіть приблизно правильно відтворити вміст однієї сторінки Платона. Читання не годиться для нього; він теж не вистачає знань, щоб зрозуміти, що говорить автор.
Штраус продовжив показувати цей лист Ріцлеру, який використовував свій вплив для того, щоб виступити проти призначення Поппер в Університеті Чикаго.
Штраус постійно підкреслює важливість двох дихотомій в політичній філософії: Афіни і Єрусалим (розум і одкровення) і Ancient проти Modern. У «Давніх» були Сократа філософи і їх інтелектуальними спадкоємцями; початок «Moderns» з Нікколо Макіавеллі. Контраст між древніми і сучасними розумілися бути пов'язаний з нерозв'язною напруженістю між розумом і одкровенням. Socratics, реагуючи на перших грецьких філософів, привів філософію назад на землю, і, отже, назад на ринок, роблячи його більш політичний характер.
Сучасності відреагували на домінування одкровення в середньовічному суспільстві, сприяючи можливості розуму. Вони заперечували проти злиття Аквінського природного права і природного богослов'я, бо він зробив природне право вразливе для SIDESHOW богословських суперечка. Томас Гоббс, під впливом Френсіса Бекона, перепрофільований політична думка до того, що було саме міцним, але і найнижчим в людино його фізичних надіях і страхах, який встановлює прецедент для Джон Лок і пізніше економічний підхід до політичної думки, як в Девід Юм і Адам Сміт
В юності, Strauss належав до німецької сіоністської молодіжної групі, разом зі своїми друзями Джершом Шолем і Вальтер Беньямін. Обидва були шанувальниками Штрауса і будуть продовжувати залишатися протягом усього їхнього життя.  Коли йому було 17, за його словами, він був «перероблений» політичного сіонізму як послідовник Володимира Жаботинського. Він написав кілька есе, що належать до його протиріччями, але залишив цю діяльність за його початку двадцятих років.
У той час як Штраус підтримував симпатичної інтерес до сіонізму, пізніше він прийшов, щоб звернутися до сіонізму, як «проблемний» і розчарувався в деяких зі своїх цілей.
Він викладав в Єврейському університеті в Єрусалимі протягом 1954-1955 навчального року. У своєму листі до редактора National Review, Штраус запитав, чому Ізраїль був названий расистським одним з їх авторів. Він стверджував, що автор не надав достатньо доказів для його аргументації. Він закінчив свою статтю таким твердженням: Політичний сіонізм є проблематичним з очевидних причин. Але я ніколи не забуду, що він досяг як моральну силу в епоху повного розчинення. Це допомогло зупинити хвилю «прогресивної» вирівнювання маститих, родові відмінності; він виконав консервативну функцію.

## Релігійна віра
Хоча Штраус заручник  корисності релігійної віри, але виникає питання в його поглядах про власну істину. У деяких колах  існувала думка про те, що, незалежно від його поглядів на користь релігії, він був особисто атеїстом. Штраус, однак, відкрито зневажає атеїзм. Він особливо схвалював сучасну догматичну невіру, яку він вважав нестриманим і ірраціональним і відчував, що один повинен бути або «філософ відкритий на виклик теології або богослов відкритою на виклик філософії.» Одне з пояснень є те, що Штраус, у взаємодії Єрусалиму і Афін, або одкровення і розум, шукав, як це зробив Томас Аквінас, щоб тримати одкровення суворості розуму, але де Аквінський бачив полюбовного взаємодія, Штраус побачив дві неприступні фортеці. Вернер Даннейозер, аналізуючи листи Штрауса, пише: «Це не буде робити, щоб просто думати про Штраус як безбожні, світська, теплий єврей». Як один коментатора, Едвард Фезер, виразилося: Штраус сам не був ортодоксальним віруючим, не був він переконаний атеїст. Так чи не приймати претендує божественне одкровення саме по собі один з «постійних» питань, ортодоксія завжди повинна залишатися можливість настільки ж виправданою, як невіри.
Після заяви Фезера виникає підозра, що Штраус, можливо, був переконаний атеїстом, або що він вітає релігію, як тільки  це (практично) корисно, а не як його справжню  віру. Припущення про те, що Штраус був переконаний атеїстом не обов'язково є несумісним з попередніми, що Штраус був атеїстом за закритими дверима. Хілейл Гілдін відповів на читання Дангаузера в «Дежа єврей знову: Дангаузер та Лео Штрауса і атеїзм», в статті, опублікованій в інтерпретації: Журнал політичної філософії. Gildin піддається протиріччя між творами Штрауса і претензіями Дангаузера. Він також поставиа під сумнів невід'ємною консистенції за загальним визнанням попередньої оцінки Дангаузера про розуміння Штрауса богослов'я і релігії.
В кінці свого Місто і Людина, Штраус запрошує читача до «відкритий для повного впливу на важливе питання, яке є ровесником філософії, хоча філософи не часто вимовляти його на питання Quid сидячу Deus [» Що був би Бог? «]». Як філософ, Штраус б цікаво дізнатися природу божества, замість того, щоб намагатися оскаржити саму суть божественності. Але Штраус не залишився «нейтральний» на питання про «КВІДОМ» божественність. Уже в його природне право і історіях, він захищав Сократ (Платон, Цицерон, аристотелевский) читання божественності, який відрізняє його від матеріалістичного, конвенціоналістского, епікурейця читання. Тут питання про «релігії» (Що таке релігія) невіддільний від питання про природу громадянського суспільства, і, таким чином, цивільного права, або прав, що має авторитетне уявлення, або вправо, здатний захистити себе (латинь: Jus). Атеїзм, будь переконаний (відвертий) або переконали (мовчазний), є невід'ємною частиною читання конвенціоналістского цивільної влади, і тим самої релігії в її спочатку громадянської валентності, читання, проти якого Штраус стверджує, протягом усього його обсягу. Таким чином, власні аргументи Штрауса суперечать тезі ставиться йому посмертно таких вченими, як С. Друрі, які сповідують, що Штраус підійшов до релігії як інструмент, позбавленого притаманних філософам  мети і сенсу.

### Публікації Лео Штрауса
Книги і статті
- Gesammelte Schriften. Ed. Heinrich Meier. Stuttgart: J. B. Metzler, 1996. Four vols. published to date: Vol. 1, Die Religionskritik Spinozas und zugehörige Schriften (rev. ed. 2001); vol. 2, Philosophie und Gesetz, Frühe Schriften (1997); Vol. 3, Hobbes' politische Wissenschaft und zugehörige Schrifte — Briefe (2001); Vol. 4, Politische Philosophie. Studien zum theologisch-politischen Problem (2010). The full series will also include Vol. 5, Über Tyrannis (2013) and Vol. 6, Gedanken über Machiavelli. Deutsche Erstübersetzung (2014).
- Leo Strauss: The Early Writings (1921—1932). (Trans. from parts of Gesammelte Schriften). Trans. Michael Zank. Albany: SUNY Press, 2002.
- Die Religionskritik Spinozas als Grundlage seiner Bibelwissenschaft: Untersuchungen zu Spinozas Theologisch-politischem Traktat. Berlin: Akademie-Verlag, 1930.
  - Spinoza's Critique of Religion. (English trans. by Elsa M. Sinclair of Die Religionskritik Spinozas, 1930.) With a new English preface and a trans. of Strauss's 1932 German essay on Carl Schmitt. New York: Schocken, 1965. Reissued without that essay, Chicago: U of Chicago P, 1997.
- «Anmerkungen zu Carl Schmitt, Der Begriff des Politischen». Archiv für Sozialwissenschaft und Sozialpolitik 67, no. 6 (August–September 1932): 732–49.
  - «Comments on Carl Schmitt's Begriff des Politischen». (English trans. by Elsa M. Sinclair of «Anmerkungen zu Carl Schmitt», 1932.) 331–51 in Spinoza's Critique of Religion, 1965. Reprinted in Carl Schmitt, The Concept of the Political, ed. and trans. George Schwab. New Brunswick, NJ: Rutgers U Press, 1976.
  - «Notes on Carl Schmitt, The Concept of the Political». (English trans. by J. Harvey Lomax of «Anmerkungen zu Carl Schmitt», 1932.) In Heinrich Meier, Carl Schmitt and Leo Strauss: The Hidden Dialogue, trans. J. Harvey Lomax. Chicago: U of Chicago P, 1995. Reprinted in Carl Schmitt, The Concept of the Political, ed. and trans. George Schwab. Chicago: U of Chicago P, 1996, 2007.
- Philosophie und Gesetz: Beiträge zum Verständnis Maimunis und seiner Vorläufer. Berlin: Schocken, 1935.
  - Philosophy and Law: Essays Toward the Understanding of Maimonides and His Predecessors. (English trans. by Fred Baumann of Philosophie und Gesetz, 1935.) Philadelphia: Jewish Publication Society, 1987.
  - Philosophy and Law: Contributions to the Understanding of Maimonides and His Predecessors. (English trans. with introd. by Eve Adler of Philosophie und Gesetz, 1935.) Albany: SUNY Press, 1995.
- The Political Philosophy of Hobbes: Its Basis and Its Genesis. (English trans. by Elsa M. Sinclair from German manuscript.) Oxford: Clarendon Press, 1936. Reissued with new preface, Chicago: U of Chicago P, 1952.
  - Hobbes' politische Wissenschaft in ihrer Genesis. (1935 German original of The Political Philosophy of Hobbes, 1936.) Neuwied am Rhein: Hermann Luchterhand, 1965.
- «The Spirit of Sparta or the Taste of Xenophon». Social Research 6, no. 4 (Winter 1939): 502–36.
- «On German Nihilism» (1999, originally a 1941 lecture), Interpretation 26, no. 3 edited by David Janssens and Daniel Tanguay.
- «Farabi's Plato» American Academy for Jewish Research, Louis Ginzberg Jubilee Volume, 1945. 45 pp.
- «On a New Interpretation of Plato's Political Philosophy». Social Research 13, no. 3 (Fall 1946): 326–67.
- «On the Intention of Rousseau». Social Research 14, no. 4 (Winter 1947): 455–87.
- On Tyranny: An Interpretation of Xenophon's Hiero. Foreword by Alvin Johnson. New York: Political Science Classics, 1948. Reissued Glencoe, Ill.: The Free Press, 1950.
  - De la tyrannie. (French trans. of On Tyranny, 1948, with «Restatement on Xenophon's Hiero» and Alexandre Kojève's «Tyranny and Wisdom».) Paris: Librairie Gallimard, 1954.
  - On Tyranny. (English edition of De la tyrannie, 1954.) Ithaca: Cornell UP, 1963.
  - On Tyranny. (Revised and expanded edition of On Tyranny, 1963.) Includes Strauss–Kojève correspondence. Ed. Victor Gourevitch and Michael S. Roth. New York: The Free Press, 1991.
- «On Collingwood's Philosophy of History». Review of Metaphysics 5, no. 4 (June 1952): 559–86.
- Persecution and the Art of Writing. Glencoe, Ill.: The Free Press, 1952. Reissued Chicago: U of Chicago P, 1988.
- Natural Right and History. (Based on the 1949 Walgrene lectures.) Chicago: U of Chicago P, 1953. Reprinted with new preface, 1971. ISBN 978-0-226-77694-1.
- «Existentialism» (1956), a public lecture on Martin Heidegger's thought, published in Interpretation, Spring 1995, Vol.22 No. 3: 303–18.
- Thoughts on Machiavelli. Glencoe, Ill.: The Free Press, 1958. Reissued Chicago: U of Chicago P, 1978.
- What Is Political Philosophy? and Other Studies. Glencoe, Ill.: The Free Press, 1959. Reissued Chicago: U of Chicago Press, 1988.
- On Plato's Symposium [1959]. Ed. Seth Benardete. (Edited transcript of 1959 lectures.) Chicago: U of Chicago P, 2001.
- " 'Relativism' «. 135–57 in Helmut Schoeck and James W. Wiggins, eds., Relativism and the Study of Man. Princeton: D. Van Nostrand, 1961. Partial reprint, 13–26 in The Rebirth of Classical Political Rationalism, 1989.
- History of Political Philosophy. Co-editor with Joseph Cropsey. Chicago: U of Chicago P, 1963 (1st ed.), 1972 (2nd ed.), 1987 (3rd ed.).
- „The Crisis of Our Time“, 41–54, and „The Crisis of Political Philosophy“, 91–103, in Howard Spaeth, ed., The Predicament of Modern Politics. Detroit: U of Detroit P, 1964.
  - „Political Philosophy and the Crisis of Our Time“. (Adaptation of the two essays in Howard Spaeth, ed., The Predicament of Modern Politics, 1964.) 217–42 in George J. Graham, Jr., and George W. Carey, eds., The Post-Behavioral Era: Perspectives on Political Science. New York: David McKay, 1972.
- The City and Man. (Based on the 1962 Page-Barbour lectures.) Chicago: Rand McNally, 1964.
- Socrates and Aristophanes. New York: Basic Books, 1966. Reissued Chicago: U of Chicago P, 1980.
- Liberalism Ancient and Modern. New York: Basic Books, 1968. Reissued with foreword by Allan Bloom, 1989. Reissued Chicago: U of Chicago P, 1995.
- Xenophon's Socratic Discourse: An Interpretation of the Oeconomicus. Ithaca: Cornell UP, 1970.
- Xenophon's Socrates. Ithaca: Cornell UP, 1972.
- The Argument and the Action of Plato's Laws. Chicago: U of Chicago P, 1975.
- Political Philosophy: Six Essays by Leo Strauss. Ed. Hilail Gilden. Indianapolis: Bobbs-Merrill, 1975.
  - An Introduction to Political Philosophy: Ten Essays by Leo Strauss. (Expanded version of Political Philosophy: Six Essays by Leo Strauss, 1975.) Ed. Hilail Gilden. Detroit: Wayne State UP, 1989.
- Studies in Platonic Political Philosophy. Introd. by Thomas L. Pangle. Chicago: U of Chicago P, 1983.
- The Rebirth of Classical Political Rationalism: An Introduction to the Thought of Leo Strauss — Essays and Lectures by Leo Strauss. Ed. Thomas L. Pangle. Chicago: U of Chicago P, 1989.
- Faith and Political Philosophy: the Correspondence Between Leo Strauss and Eric Voegelin, 1934—1964. Ed. Peter Emberley and Barry Cooper. Introd. by Thomas L. Pangle. University Park, PA: The Pennsylvania State UP, 1993.
- Hobbes's Critique of Religion and Related Writings. Ed. and trans. Gabriel Bartlett and Svetozar Minkov. Chicago: U of Chicago P, 2011. (Trans. of materials first published in the Gesammelte Schriften, Vol. 3, including an unfinished manuscript by Leo Strauss of a book on Hobbes, written in 1933—1934, and some shorter related writings.)
- Leo Strauss on Moses Mendelssohn. Edited and translated by Martin D. Yaffe. Chicago: University of Chicago Press, 2012. (Annotated translation of ten introductions written by Strauss to a multi-volume critical edition of Mendelssohn's work.)
- „Exoteric Teaching“ (Critical Edition by Hannes Kerber). In Reorientation: Leo Strauss in the 1930s. Edited by Martin D. Yaffe and Richard S. Ruderman. New York: Palgrave, 2014, pp. 275–86.
- „Lecture Notes for 'Persecution and the Art of Writing'“ (Critical Edition by Hannes Kerber). In Reorientation: Leo Strauss in the 1930s. Edited by Martin D. Yaffe and Richard S. Ruderman. New York: Palgrave, 2014, pp. 293–304.

Writings about Maimonides and Jewish philosophy
- Spinoza's Critique of Religion (see above, 1930).
- Philosophy and Law (see above, 1935).
- „Quelques remarques sur la science politique de Maïmonide et de Farabi“. Revue des Etudes juives 100 (1936): 1–37.
- „Der Ort der Vorsehungslehre nach der Ansicht Maimunis“. Monatschrift für Geschichte und Wissenschaft des Judentums 81 (1936): 448–56.
- „The Literary Character of The Guide for the Perplexed“ [1941]. 38–94 in Persecution and the Art of Writing. Chicago: U of Chicago P, 1952.
- [1944] „How to Study Medieval Philosophy“ [. Interpretation 23, no. 3 (Spring 1996): 319—338. Previously published, less annotations and fifth paragraph, as „How to Begin to Study Medieval Philosophy“ in Pangle (ed.), The Rebirth of Classical Political Rationalism, 1989 (see above).
- [1952]. Modern Judaism 1, no. 1 (May 1981): 17–45. Reprinted Chap. 1 (I—II) in Jewish Philosophy and the Crisis of Modernity, 1997 (see below).
- [1952]. Independent Journal of Philosophy 3 (1979), 111–18. Reprinted Chap. 1 (III) in Jewish Philosophy and the Crisis of Modernity, 1997 (see below).
- „Maimonides' Statement on Political Science“. Proceedings of the American Academy for Jewish Research 22 (1953): 115–30.
- [1957]. L'Homme 21, n° 1 (janvier–mars 1981): 5–20. Reprinted Chap. 8 in Jewish Philosophy and the Crisis of Modernity, 1997 (see below).
- „How to Begin to Study The Guide of the Perplexed“. In The Guide of the Perplexed, Volume One. Trans. Shlomo Pines. Chicago: U of Chicago P, 1963.
- [1965] „On the Plan of the Guide of the Perplexed“ . Harry Austryn Wolfson Jubilee. Volume (Jerusalem: American Academy for Jewish Research), pp. 775–91.
- „Notes on Maimonides' Book of Knowledge“. 269–83 in Studies in Mysticism and Religion Presented to G. G. Scholem. Jerusalem: Magnes Press, 1967.
- Jewish Philosophy and the Crisis of Modernity: Essays and Lectures in Modern Jewish Thought. Ed. Kenneth Hart Green. Albany: SUNY P, 1997.
- Leo Strauss on Maimonides: The Complete Writings. Edited by Kenneth Hart Green. Chicago: University of Chicago Press, 2013.

### Роботи про Лео Штрауса
- „A Giving of Accounts“. In Jewish Philosophy and the Crisis of Modernity — Essays and Lectures in Modern Jewish Thought. Ed. Kenneth H. Green. Albany: SUNY Press, 1997.
- Altman, William H. F., The German Stranger: Leo Strauss and National Socialism. Lexignton Books, 2011
- Benardete, Seth. Encounters and Reflections: Conversations with Seth Benardete. Chicago: U of Chicago P, 2002.
- Bloom, Allan. „Leo Strauss“. 235–55 in Giants and Dwarfs: Essays 1960—1990. New York: Simon and Schuster, 1990.
- Bluhm, Harald. Die Ordnung der Ordnung: das politische Philosophieren von Leo Strauss. Berlin: Akademie-Verlag, 2002.
- Brague, Rémi. „Leo Strauss and Maimonides“. 93–114 in Leo Strauss's Thought. Ed. Alan Udoff. Boulder: Lynne Reiner, 1991.
- Brittain, Christopher Craig. „Leo Strauss and Resourceful Odysseus: Rhetorical Violence and the Holy Middle“. Canadian Review of American Studies 38, no. 1 (2008): 147–63.
- Bruell, Christopher. „A Return to Classical Political Philosophy and the Understanding of the American Founding“. Review of Politics 53, no. 1 (Winter 1991): 173–86.
- Chivilò, Giampiero and Menon, Marco (eds). Tirannide e filosofia: Con un saggio di Leo Strauss ed un inedito di Gaston Fessard sj. Venezia: Edizioni Ca’ Foscari, 2015. ISBN 978-88-6969-032-7.
- Colen, Jose. Facts and values. London: Plusprint, 2012.
- Deutsch, Kenneth L. and John A. Murley, eds. Leo Strauss, the Straussians, and the American Regime. New York: Rowman & Littlefield, 1999. ISBN 978-0-8476-8692-6.
- Drury, Shadia B. Leo Strauss and the American Right. London: Palgrave Macmillan, 1999.
- ———. The Political Ideas of Leo Strauss. New York: St. Martin's Press, 1988.
- Gottfried, Paul. Leo Strauss and the Conservative Movement in America: A Critical Appraisal (Cambridge University Press; 2011)
- Gourevitch, Victor. „Philosophy and Politics I—II“. Review of Metaphysics 22, nos. 1–2 (September–December 1968): 58–84, 281—328.
- Green, Kenneth. Jew and Philosopher — The Return to Maimonides in the Jewish Thought of Leo Strauss. Albany: SUNY Press, 1993.
- Havers, Grant N. Leo Strauss and Anglo-American Democracy: A Conservative Critique. DeKalb, IL: Northern Illinois University Press, 2013.
- Holmes, Stephen. The Anatomy of Antiliberalism. Cambridge: Harvard UP, 1996. ISBN 978-0-674-03185-2.
- Howse, Robert. Leo Strauss, Man of Peace, Cambridge University Press, 2014]
- Ivry, Alfred L. „Leo Strauss on Maimonides“. 75–91 in Leo Strauss's Thought. Ed. Alan Udoff. Boulder: Lynne Reiner, 1991.
- Janssens, David. Between Athens and Jerusalem. Philosophy, Prophecy, and Politics in Leo Strauss's Early Thought. Albany: SUNY Press, 2008.
- Kartheininger, Markus. „Heterogenität. Politische Philosophie im Frühwerk von Leo Strauss“. München: Fink, 2006. ISBN 978-3-7705-4378-6.
- Kartheininger, Markus. „Aristokratisierung des Geistes“. In: Kartheininger, Markus/ Hutter, Axel (ed.). „Bildung als Mittel und Selbstzweck“. Freiburg: Alber, 2009, pp. 157–208. ISBN 978-3-495-48393-0.
- Kerber, Hannes. „Strauss and Schleiermacher. An Introduction to 'Exoteric Teaching“. In Reorientation: Leo Strauss in the 1930s. Ed. Yaffe/Ruderman. New York: Palgrave, 2014, pp. 203–14.
- Kinzel, Till. Platonische Kulturkritik in Amerika. Studien zu Allan Blooms The Closing of the American Mind. Berlin: Duncker und Humblot, 2002.
- Kochin, Michael S. „Morality, Nature, and Esotericism in Leo Strauss's Persecution and the Art of Writing“. Review of Politics 64, no. 2 (Spring 2002): 261–83.
- Lampert, Laurence. Leo Strauss and Nietzsche. Chicago: U of Chicago P, 1996.
- Macpherson, C. B. „Hobbes's Bourgeois Man“. In Democratic Theory: Essays in Retrieval. Oxford: Oxford University Press, 1972.
- Major, Rafael (ed.). 'Leo Strauss's Defense of the Philosophic Life: Reading „What is Political Philosophy?“. University of Chicago Press, 2013. ISBN 978-0-226-92420-5 (cloth)
- McAllister, Ted V. Revolt Against Modernity: Leo Strauss, Eric Voegelin & the Search for Postliberal Order. Lawrence, KS: UP of Kansas. 1996.
- McWilliams, Wilson Carey. „Leo Strauss and the Dignity of American Political Thought“. Review of Politics 60, no. 2 (Spring 1998): 231–46.
- Meier, Heinrich. Carl Schmitt and Leo Strauss: The Hidden Dialogue, Chicago: U of Chicago P, 1995.
- ———. „Editor's Introduction[s]“. Gesammelte Schriften. Stuttgart: J. B. Metzler, 1996. 3 vols.
- ———. Leo Strauss and the Theologico-Political Problem. Cambridge: Cambridge UP, 2006.
- ———. How Strauss Became Strauss». 363–82 in Enlightening Revolutions: Essays in Honor of Ralph Lerner. Ed. Svetozar Minkov. Lanham, MD: Lexington Books, 2006.
- Melzer, Arthur. «Esotericism and the Critique of Historicism». American Political Science Review 100 (2006): 279–95.
- Minowitz, Peter. «Machiavellianism Come of Age? Leo Strauss on Modernity and Economics». The Political Science Reviewer 22 (1993): 157–97.
- ———. Straussophobia: Defending Leo Strauss and Straussians against Shadia Drury and Other Accusers. Lanham, MD: Lexington Books, 2009.
- Momigliano, Arnaldo. «Hermeneutics and Classical Political Thought in Leo Strauss», 178–89 in Essays on Ancient and Modern Judaism. Chicago: U of Chicago P, 1994.
- Moyn, Samuel. «From experience to law: Leo Strauss and the Weimar crisis of the philosophy of religion.» History of European Ideas 33, (2007): 174–94.
- Neumann, Harry. Liberalism. Durham, NC: Carolina Academic P, 1991.
- Norton, Anne. Leo Strauss and the Politics of American Empire. New Haven & London: Yale UP, 2004.
- Pangle, Thomas L. «The Epistolary Dialogue Between Leo Strauss and Eric Voegelin». Review of Politics 53, no. 1 (Winter 1991): 100–25.
- ———. «Leo Strauss's Perspective on Modern Politics». Perspectives on Political Science 33, no. 4 (Fall 2004): 197—203.
- ———. Leo Strauss: An Introduction to His Thought and Intellectual Legacy. Baltimore: Johns Hopkins UP, 2006.
- Pelluchon, Corine. Leo Strauss and the Crisis of Rationalism: Another Reason, Another Enlightenment, Robert Howse (tr.), SUNY Press, 2014.
- Piccinini, Irene Abigail. Una guida fedele. L'influenza di Hermann Cohen sul pensiero di Leo Strauss. Torino: Trauben, 2007. ISBN 978-88-89909-31-7.
- Rosen, Stanley. «Hermeneutics as Politics». 87–140 in Hermeneutics as Politics, New York: Oxford UP, 1987.
- Sheppard, Eugene R. Leo Strauss and the Politics of Exile: The Making of a Political Philosopher. Waltham, MA: Brandeis UP, 2006. ISBN 978-1-58465-600-5.
- Shorris, Earl. «Ignoble Liars: Leo Strauss, George Bush, and the Philosophy of Mass Deception». Harper's Magazine 308, issue 1849 (June 2004): 65–71.
- Smith, Steven B. Reading Leo Strauss: Politics, Philosophy, Judaism. Chicago: U of Chicago P, 2006. ISBN 978-0-226-76402-3. (Introd: «Why Strauss, Why Now?» [Архівовано 9 листопада 2020 у Wayback Machine.], online posting, press.uchicago.edu.)
- Smith, Steven B. (editor). The Cambridge Companion to Leo Strauss. Cambridge: Cambridge UP, 2009. ISBN 978-0-521-70399-4.
- Steiner, Stephan: Weimar in Amerika. Leo Strauss' Politische Philosophie, Tübingen: Mohr Siebeck 2013.
- Strong, Tracy B. :Leo Strauss and the Demos, " The European Legacy *October, 2012)
- Tanguay, Daniel. Leo Strauss: une biographie intellectuelle. Paris, 2005. ISBN 978-2-253-13067-3.
- Tarcov, Nathan. "On a Certain Critique of 'Straussianism' ". Review of Politics 53, no. 1 (Winter 1991): 3–18.
- ———. «Philosophy and History: Tradition and Interpretation in the Work of Leo Strauss». Polity 16, no. 1 (Autumn 1983): 5–29.
- ——— and Thomas L. Pangle, «Epilogue: Leo Strauss and the History of Political Philosophy». 907–38 in History of Political Philosophy. Ed. Leo Strauss and Joseph Cropsey. 3rd ed. 1963; Chicago and London, U of Chicago P, 1987.
- Thompson, Bradley C. (with Yaron Brook). Neoconservatism. An Obituary for an Idea. Boulder/London: Paradigm Publishers, 2010. pp. 55–131. ISBN 978-1-59451-831-7.
- West, Thomas G. «Jaffa Versus Mansfield: Does America Have a Constitutional or a „Declaration of Independence“ Soul?» Perspectives on Political Science 31, no. 4 (Fall 2002): 35–46.
- Xenos, Nicholas. Cloaked in virtue: Unveiling Leo Strauss and the Rhetoric of American Foreign Policy. New York, Routledge Press, 2008.
- Zuckert, Catherine H. Postmodern Platos. Chicago: U of Chicago P, 1996.
- Zuckert, Catherine H., and Michael Zuckert. The Truth about Leo Strauss. Chicago: U of Chicago P, 2006.

### Праці про сім'ю Лео Штрауса
- Lüders, Joachim and Ariane Wehner. Mittelhessen — eine Heimat für Juden? Das Schicksal der Familie Strauss aus Kirchhain. Marburg: Gymnasium Philippinum, 1989. (In German; English translation: Central Hesse — a Homeland for Jews? The Fate of the Strauss Family from Kirchhain.)

### Загальні джерела
- The Leo Strauss Center [Архівовано 5 грудня 2016 у Wayback Machine.]
- Claremont Institute For the Study of Statesmanship and Political Philosophy [Архівовано 18 грудня 2020 у Wayback Machine.] — Claremont Institute website. (Includes a search facility.)
- Audio of 1958 lecture by Leo Strauss on Genesis
- Profile [Архівовано 25 липня 2020 у Wayback Machine.] at SourceWatch

### Наукові статті, книги і частини книг (online)
- Altman, William H. F. Altruism and the Art of Writing: Plato, Cicero, and Leo Strauss, Humanitas Spring–Fall, 2009
- Batnitzky, Leora. Leo Strauss [Архівовано 17 жовтня 2015 у Wayback Machine.], The Stanford Encyclopedia of Philosophy (Winter 2010 Edition), Edward N. Zalta (ed.).
- Brague, Rémi. Athens, Jerusalem, Mecca: Leo Strauss's «Muslim» Understanding of Greek Philosophy [Архівовано 17 червня 2016 у Wayback Machine.], Poetics Today 19.2 (Summer 1998): 235–59.
- Drury, Shadia B. «Leo Strauss and the Neoconservatives». Evatt Foundation, September 11, 2004.
- ———. «The Esoteric Philosophy of Leo Strauss» [Архівовано 13 квітня 2016 у Wayback Machine.], Political Theory 13, no. 3 (August 1985): 315—337.
- ———. «Leo Strauss and the Grand Inquisitor» [Архівовано 6 березня 2016 у Wayback Machine.]. Free Inquiry 24, no. 4 (June 2004).
- ———. «Strauss, Leo (1899—1973)». Routledge Encyclopedia of Philosophy. (New York: Routledge, 1998). Accessed October 5, 2007.
- George, Jim. «Leo Strauss, Neoconservatism and US Foreign Policy: Esoteric Nihilism and the Bush Doctrine» [Архівовано 3 березня 2016 у Wayback Machine.]. International Politics 42, no. 2 (June 2005): 174—202.
- Gottfried, Paul. «Strauss and the Straussians» [Архівовано 12 серпня 2021 у Wayback Machine.]. Humanitas[en] 18.1&2 (2005): 26–29.
- Levine, Peter. «A 'Right' Nietzschean: Leo Strauss and his Followers» [Архівовано 24 липня 2020 у Wayback Machine.]. 152–67 in Nietzsche and the Modern Crisis of the Humanities. Albany: SUNY Press, 1995. Inc. notes to chap. 8: 260–65. (Published version of the author's Ph.D. dissertation; online posting on author's personal website, PeterLevine.ws [Архівовано 20 жовтня 2017 у Wayback Machine.].)
- Novak, David Leo Strauss and Judaism: Jerusalem and Athens Critically Revisited [Архівовано 7 травня 2016 у Wayback Machine.]
- Perreau-Saussine, Emile. «Athéisme et politique». Critique n° 728—729 (January–February 2008): 121–35.
- Piccinini, Irene Abigail. "Leo Strauss and Hermann Cohen's "arch-enemy: « a quasi-Cohenian apology of Baruch Spinoza» The Journal of Textual Reasoning 3.1 (June 2004).
- Pippin, Robert B. «The Modern World of Leo Strauss» [Архівовано 1 лютого 2017 у Wayback Machine.]. Political Theory 20.3 (August 1992): 448–72.
- Robertson, Neil G. (1998). The Closing of the Early Modern Mind: Leo Strauss and Early Modern Political Thought (PDF). Animus. 3. ISSN 1209-0689. Архів оригіналу (PDF) за 3 жовтня 2011. Процитовано 18 серпня 2011.
- Ryn, Claes G. «Leo Strauss and History: The Philosopher As Conspirator» [Архівовано 11 лютого 2021 у Wayback Machine.]. Humanitas[en] 18.1&2 (2005): 31–58.
- Smith, Gregory Bruce. «Leo Strauss and the Straussians: An Anti-Democratic Cult?» [Архівовано 3 грудня 2016 у Wayback Machine.] Political Science and Politics 30.2 (June 1997): 180–89.
- Tkach, David. «Leo Strauss's Critique of Martin Heidegger.» PhD Thesis, University of Ottawa, 2011. http://www.ruor.uottawa.ca/en/handle/10393/19809%5Bнедоступне+посилання+з+квітня+2019%5D
- Verskin, Alan. «Reading Strauss on Maimonides: A New Approach». Journal of Textual Reasoning 3, no. 1 (June 2004).
- West, Thomas G. «Jaffa Versus Mansfield: Does America Have a Constitutional or a 'Declaration of Independence' Soul?» Perspectives on Political Science 31 (September 2002). «Jaffa Versus Mansfield». («What were the original principles of the American Constitution? Are those principles true?») Online posting. The Claremont Institute, November 29, 2002. Accessed June 1, 2007.
- Xenos, Nicholas. «Leo Strauss and the Rhetoric of the War on Terror» [Архівовано 12 липня 2020 у Wayback Machine.]. Logos: A Journal of Modern Society and Culture 3.2 (Spring 2004): 1–19. (Printable PDF.)
- Zuckert, Catherine, and Michael Zuckert. «Introduction: Mr. Strauss Goes to Washington?» 1–26 in The Truth about Leo Strauss: Political Philosophy and American Democracy. Chicago: U of Chicago P, 2006. ISBN 978-0-226-99332-4. Online posting of «Excerpt» (1–20) [Архівовано 11 листопада 2020 у Wayback Machine.], www.press.uchicago.edu. (Book website updated May 21, 2007. Accessed June 1, 2007.)

### Пов'язані з темою коментарі журналістів, інші статті та частини книг (online)
- Ashbrook, Tom, with guests Harvey Mansfield, Shadia B. Drury, and Jack Beatty. «Leo Strauss and the American Right» [Архівовано 21 листопада 2008 у Wayback Machine.]. On Point. WBUR Radio (Boston, Massachusetts), May 15, 2003. Accessed May 26, 2007. (Interviews. Inc. audio link to radio program.)
- Berkowitz, Peter. What Hath Strauss Wrought? [Архівовано 17 жовтня 2015 у Wayback Machine.] Weekly Standard, June 2, 2003.
- Clay, Jenny Strauss. The Real Leo Strauss [Архівовано 31 березня 2019 у Wayback Machine.], the New York Times, June 7, 2003
- Franchon, Alain, and Daniel Vernet. «The Strategist and the Philosopher: Leo Strauss and Albert Wohlstetter» [Архівовано 3 лютого 2006 у Wayback Machine.]. Trans. (for CounterPunch) Norman Madarasz. Online posting. CounterPunch. June 2, 2003. Originally published in French. Le Monde, April 16, 2003. Rpt. with permission.
- Hersh, Seymour M. «Selective Intelligence» [Архівовано 4 вересня 2012 у Archive.is]. The New Yorker, May 12, 2003. Accessed June 1, 2007.
- Horton, Scott. "Straussophobia: Six Questions for Peter Minowitz, " Harper's Magazine, 9/29/09  [Архівовано 19 жовтня 2012 у Wayback Machine.]
- Leupp, Gary. «The Philosopher Kings: Leo Strauss and the Neocons» [Архівовано 4 січня 2006 у Wayback Machine.]. CounterPunch, May 24, 2003.
- Madarasz, Norman. «Behind the Neocon Curtain: Plato, Leo Strauss & Allan Bloom» [Архівовано 8 лютого 2006 у Wayback Machine.]. CounterPunch, June 2, 2003.
- Smith, Steven B. Hidden Truths: Two Books About the Legacy of Leo Strauss [Архівовано 9 липня 2019 у Wayback Machine.], The New York Times, August 23, 2013.
- Wolin, Richard. «Leo Strauss, Judaism, and Liberalism» [Архівовано 20 жовтня 2017 у wayback.archive-it.org]. The Chronicle of Higher Education, April 14, 2006. Accessed May 22, 2007.

## Праці Лео Штрауса російською і статті про нього

### Книги
- Штраус Л. Естественное право и история. [Архівовано 2 квітня 2022 у Wayback Machine.] М., 2007. ISBN 5-902312-94-9
- Штраус Л. Введение в политическую философию. М., 2000.
- Штраус Л. О тирании. СПб., 2006.

### Статті
- Штраус Л. Преследование и искусство письма — Пер. с англ. Е. Кухарь // Социологическое обозрение Т. 11, № 3, 2012. — С. 12-25 Штраус Л. Германский нигилизм — Пер. с англ. А. Мишурин // Политико-философский ежегодник № 6 М.: ИФ РАН, 2013. — С. 182—205.
- Штраус Л. Проблема Сократа — Пер. с англ. А. Мишурин // Историко-философский ежегодник 2013. М.: Канон+, 2014. — С. 214—232.
- Штраус Л. О толковании Книги Бытия [Архівовано 5 червня 2017 у Wayback Machine.] — Пер. с англ. А. Мишурин // Философская мысль 2014. — № 12. — С. 153—184.
- Штраус Л. Что такое классическое образование? Введение в политическую философию — Пер. с англ. М.Фетисова. — М.: Логос, Праксис, 2000. — С. 310—316.